# Sandra Jamrichová
Sandra Jamrichová (* 14. September 1997) ist eine ehemalige slowakische Tennisspielerin.

## Karriere
Sandra Jamrichová debütierte beim zwischen dem 25. Februar und dem 3. März 2013 ausgetragenen ITF-$10.000-Turnier in Antalya auf dem ITF Women’s Circuit und nahm dort an der Qualifikation teil, wo sie in der zweiten Runde an der Rumänin Irina Bara scheiterte und das Hauptfeld verpasste. In der Folge nahm sie auch an dem anschließenden, zwischen dem 22. und 28. April 2013 ausgetragenen ITF-$10.000-Turnier in Antalya teil und konnte sich erstmals für das Hauptfeld qualifizieren. Dort scheiterte sie in der ersten Runde an einer Russin.
Drei Jahre später konnte sie beim ITF-$10.000-Turnier im serbischen Vrnjačka Banja zusammen mit der Serbin Tamara Čurović ihr erstes Finale erreichen, wo sie sich in zwei Sätzen gegen ein serbisch-bulgarisches Doppel durchsetzen konnten. Im darauffolgenden Jahr konnte sie gemeinsam mit der Russin Julija Kulikowa beim ITF-$15.000-Turnier im tunesischen Hammamet das Finale der Doppelkonkurrenz erreichen. Durch einen Zweisatz-Sieg gegen ein russisch-bulgarisches Doppel sicherten sie sich den Turniersieg.
Kurze Zeit später startete sie beim ITF-$15.000-Turnier im serbischen Niš und erreichte dort das Finale, wo sie auf die Lokalmatadorin Milana Špremo traf. Weil beim Stand von 6:1 und 3:0 die Serbin das Match aufgab, sicherte sich Sandra Jamrichová ihren ersten und einzigen Einzeltitel auf dem ITF Women’s Circuit.
Nach der Saison 2017 nahm sie noch 2018 und 2019 jeweils an einem Turnier im slowakischen Trnava teil.

## Turniersiege

### Einzel
| Nr. | Datum        | Turnier | Kategorie   | Belag | Finalgegnerin | Ergebnis      |
| --- | ------------ | ------- | ----------- | ----- | ------------- | ------------- |
| 1.  | 4. Juni 2017 | Niš     | ITF $15.000 | Sand  | Milana Špremo | 6:1, 3:0 ret. |

### Doppel
| Nr. | Datum             | Turnier        | Kategorie   | Belag | Partnerin       | Finalgegnerinnen                       | Ergebnis  |
| --- | ----------------- | -------------- | ----------- | ----- | --------------- | -------------------------------------- | --------- |
| 1.  | 4. September 2016 | Vrnjačka Banja | ITF $10.000 | Sand  | Tamara Čurović  | Kristina Ostojić Ani Wangelowa         | 6:3, 6:2  |
| 2.  | 12. März 2017     | Hammamet       | ITF $15.000 | Sand  | Julija Kulikowa | Margarita Lasarewa Isabella Schinikowa | 7:5, 7:65 |

## Privates
Sie ist nicht verwandt mit Renáta Jamrichová, welche ebenfalls als Tennisspielerin aktiv ist.